# Edith Södergran
Edith Irene Södergran (Sant Petersburg, 4 d'abril de 1892 - Raviola, 24 de juny de 1923) va ser una poeta finlandesa pertanyent als Suecs de Finlàndia. Va ser una de les introductores del Modernisme dins de la literatura en llengua sueca, les seves influències van venir del  Simbolisme francès, l'Expressionisme alemany i el futurisme rus. A l'edat de 24 anys, va publicar el seu primer llibre de poemes, titulat Dikter ("Poemes"). Södergran va morir amb 31 anys a causa de la tuberculosi. No va poder experimentar el reconeixement mundial de la seva poesia, que ha influït molts poetes lírics. Gel Södergran considera que ha estat un dels més grans poetes en llengua sueca contemporània, i el seu treball segueix influint en poesia de llengua sueca, i lletres per a musicals, per exemple, en les obres de Mare Kandre, Gunnar Harding Eva Runefelt i Eva Dahlgren.

## Biografia

### Infantesa
Edith Irene Södergran va néixer a Sant Petersburg,  Rússia, en una família de classe mitjana suecofinlandesa. Els seus pares, Mats Södergran i Helena, de soltera Holmroos, van néixer a Finlàndia i pertanyien a la minoria suecofinlandesa, amb el suec coma llengua materna. Edith va créixer com a filla única. La seva mare havia quedat embarassada anteriorment d'un soldat rus i havia tingut un fill il·legítim, però el nen va morir després de només dos dies. El seu pare era vidu després de la mort de la seva esposa i els seus dos fills petits. El dolor va unir els pares.
La mare d'Edith procedia d'una família ben posicionada, i la condició de la dona dins de la família es creu que va ser forts. És evident que Edith i la seva mare compartien un fort vincle. Sobre la relació amb el pare, és més desconeguda i a més va morir quan Edith tenia 15 anys.
Quan Edith tenia tan sols uns mesos d'edat, els Södergran es va traslladar a la localitat de Raivola a l'Istme de Carèlia, on el seu avi, Gabriel Holmroos, va comprar una casa per a ells. Poc temps després, Mats va trobar una feina com superintendent en un serradora. Tres anys més tard, la companyia va entrar en fallida, i la família va tenir problemes econòmics. El pare d'Helena va morir uns mesos més tard, i l'herència va ser compartida entre ella i la seva mare. Amb els diners de l'herència, Helena va ser capaç de pagar els deutes de la família. La resta dels diners va desaparèixer ràpidament, però, a causa dels negocis fallits Mats. Helena va aconseguir arreglar per a la família i rebre així una part dels guanys de les accions de l'herència de la seva mare, de manera que la família es va veure lliure de deutes un cop més.
Edith va assistir a l'escola de les nenes a Petrischule a Sant Petersburg. Petrischule va crear un bon ambient intel·lectual per a Edith. L'escola es trobava davant del Palau d'Hivern, el que va permetre Edith a experimentar els problemes a la Rússia tsarista a curta distància. Amb tota seguretat, eren a la ciutat el Diumenge Sagnant del gener de 1905, quan els guàrdies tsaristes van obrir foc contra milers de ciutadans famolencs que s'havien reunit per protestar per la falta d'aliments.
El 1904, el seu pare va ser diagnosticat amb tuberculosi, i al maig de 1906 va ser admès al sanatori de Nummela Nyland. Més tard va ser enviat a casa per ser una malaltia incurable. Mats Södergran va morir a l'octubre de 1907, només un any abans que Edith també va ser diagnosticada amb la mateixa malaltia.
En aquestes circumstàncies complicades, la mare d'Edith era la responsable del benestar de la família, especialment quan la salut de Mats Södergran es va deteriorar. Això es creu que ha estat una influència primerenca en la creença en les dones i el feminisme d'Edith. Encara que es creu que la seva primera trobada real amb un qüestionament més estructurat de les dinàmiques de gènere i la "nova dona que han tingut lloc durant la seva estada fou en un sanatori de Suïssa.
Edith era una entusiasta de la fotografia, i hi ha moltes fotos de la seva mare, si bé poques del seu pare. Helena Södergran era una dona robusta, petita i intel·ligent amb un somriure ampli i captivador. Helena podia haver semblat estable, però era de caràcter nerviós, agitat i inquiet. Edith va gaudir d'un vincle estret amb la seva mare, i Helena va donar suport al desig de la seva filla per esdevenir poeta. Edith i la seva mare van passar molt més temps juntes que Edith amb el seu pare. Edith i Helena es mourien per Sant Petersburg durant els períodes escolars, quan vivien al barri de Wiborgska de la ciutat. El pare d'Edith només va viure amb elles a la ciutat durant períodes curts de temps.
Edith havia fet alguns amics, però Helena temia que la seva filla pogués estar sola.  Alguns biògrafs, incloent Gunnar Tidestrom, han afirmat que Helena havia trobat una germana de llet d'una edat semblant a Edith, anomenada Singa. Singa es creu que havia viscut amb els Södergrans durant els períodes escolars, però es traslladava amb la seva família biològica durant les vacances. En una visita, Singa suposadament es va escapar per anar amb la seva família biològica, però mentre caminava per les vies del tren va ser atropellada per un comboi, i Helena més tard va trobar el cos mutilat. No obstant això, altres biògrafs, com Ebba Witt-Brattström, han posat en dubte la història de Singa, al·legant que no hi ha evidència real que hagués existit.

### Formació
El 1902 Södergran va començar els estudis a l'Escola de Sant Pere (Die deutsche Hauptschule zu St. Petri) de Sant Petersburg on va estudiar fins a 1909. Aquests anys escolars es van caracteritzar per les preocupacions i les fortes tensions socials que probablement van afectar la seva visió del món. Entre els poemes Vaxdukshäftet que representen els anys escolars d'Edith, hi ha poemes amb temes polítics. A l'escola hi havia alumnes de diferents nacionalitats, incloent alemanys, russos, finlandesos i escandinaus. Els seus estudis es van centrar en les llengües modernes, i va aprendre alemany, francès, anglès i rus; però, no va rebre cap instrucció en la seva llengua materna, el suec, i el seu coneixement de la gramàtica i l'ortografia sueca era una mica vacil·lant. L'alemany era l'idioma que més va parlar a l'escola i amb els seus amics.
Edith Södergran era una alumna intel·ligent amb la capacitat d'assimilar coneixements de forma ràpida. Un dels seus companys de classe la va descriure com l'alumna més ben dotada de classe. Cada vegada més es va interessar en les classes de francès que va rebre. Fins a cert punt, això es va deure al seu mestre, Henri Cottier, a qui va dirigir una gran proporció dels poemes d'amor que apareixen a Vaxdukshäftet.
Durant el 1908, sembla que va prendre la decisió de fer del suec l'idioma principal dels seus escrits i els seus poemes en alemany es va parar de cop i volta. Aquesta no va ser una decisió òbvia. No va tenir contacte proper amb la literatura sueca, i la poesia finesosueca estava en un moment de depressió. Un impuls important per a la decisió podria procedir d'un dels seus parents, l'investigador del llenguatge finesosuec Hugo Bergroth. Alguns anys abans havia publicar un poema, Hoppet ("L'esperança"), en un butlletí de membres del Partit Liberal suec a Hèlsinki i va començar a entrar en contacte amb els autors finesosuecs. La transició al suec sembla que també va servir per marcar la decisió de centrar-se en la poesia.

### Malaltia
Un dia de novembre de 1908, Södergran va arribar de l'escola dient que no es trobava bé. La mare, Helena, va cridar a un metge, que va diagnosticar que Edith tenia una inflamació dels pulmons. D'acord amb la mare, la nena va comprendre què li passava i va demanar diverses vegades si tenia "sutge al pulmó". Edith havia encertat correctament el que li passava. El dia de Cap d'Any de 1909, es va estabilitzar i Edith va donar positiu per tuberculosi. Tot just un mes després del resultat, va ser admesa al sanatori de Nummela, el mateix hospital on el seu pare havia estat pacient, cosa que va comportar que Edith mai va sentir-se del tot còmoda allà. En aquest moment, les possibilitats de recuperar-se per complet de la tuberculosi no eren especialment bones, ja que el 70-80% dels casos morien en els deu anys següents al diagnòstic.
Edith era infeliç a Nummela. El lloc estava fortament associat amb la mort del seu pare. Va perdre pes, el seu estat d'ànim era baix, i ella el va descriure després com descuidat i "estrany". Fins i tot es va pensar que tenia una malaltia mental lleu després que ella volgués seduir un dels metges. És evident que no es portava bé en Nummela i sentia que el lloc s'assemblava més a una presó. Durant els llargs dies, Edith somiava amb altres terres i llocs exòtics. Voluntàriament va compartir els somnis, cosa que la feia semblar encara més peculiar. Durant l'any següent, el seu estat va empitjorar, i la família va buscar ajuda a l'estranger. L'elecció òbvia era Suïssa, que era en aquest moment el centre per al tractament de la tuberculosi a Europa.
A principis d'octubre de 1911, aproximadament tres anys després del començament de la seva malaltia, Edith i la seva mare van viatjar a Arosa a Suïssa, però fins i tot allà ella no portava especialment bé el seu estat. Va ser examinada per tres metges diferents que van donar tres solucions diferents per a la malaltia. Alguns mesos més tard, va ser visitada pel doctor Ludwig von Muralt a Davos-Dorf. Edith immediatament va prendre gust pel nou metge i es va posar molt millor allà El doctor von Muralt va suggerir un nou tractament. Això va implicar perforar el pulmó durant una operació i omplir-lo amb gas nitrogen. La perforació al pulmó serviria per millorar molt. Després de maig de 1912 no es van mostrar més bacteris de la tuberculosi als seus pulmons encara que ella no estava lliure de la malaltia i sabia que havia d'estar atents a la dieta i al descans durant diverses hores tots els dies.
Aquest temps a Suïssa va tenir un paper important en l'orientació internacional d'Edith. D'una part remota de Finlàndia havia arribat a un país intel·lectualment vital que va permetre, conèixer moltes persones dotades de tot Europa. Amb ells sentia una connexió que poques vegades s'havia sentit a Sant Petersburg. La novel·la de Thomas Mann, La muntanya màgica, que va ser escrita després de la guerra, però està ambientada en un sanatori durant aquests anys, dona una idea de l'atmosfera intel·lectualment animada que hi podia haver. El seu metge, von Muralt, també sembla que va ser un dels primers metges que realment es va guanyar la seva confiança i amistat. Quan va morir el 1917, Edith va escriure dos poemes, Trädet i skogen ("L'arbre al bosc") i Fragment av en stämning ("Fragment d'un estat d'ànim"), que expressa el seu dolor i els records conflictius del seu temps a Suïssa.
Finalment, Edith se sentia millor, la tos havia desaparegut, i estava més animada del normal. A la primavera de 1914 que finalment va viatjar a casa, però la malaltia va tornar i en la seva poesia es va enfrontar a una lluita contra la malaltia i, més tard, la fatiga.